# Renault 160-94
Le Renault 160-94 est un modèle de tracteur agricole à quatre roues motrices produit par la filiale Agriculture du constructeur Renault.
Le tracteur, d'une puissance de 150 ch DIN, est produit à 325 exemplaires entre 1993 et 1997.

## Historique
À partir de 1981, Renault fait évoluer ses gammes de tracteurs en proposant des engins de puissance croissante et disposant d'une cabine de conduite très confortable pour contrer la concurrence des autres constructeurs. À la fin de cette décennie, les tracteurs les plus puissants proposés par Renault sont le 155-54 (145 ch DIN) et le 180-94 (170 ch DIN) : un modèle intermédiaire s'impose.
Le Renault 160-94 arrive sur le marché en 1993. Les réglages de son moteur lui permettent d'atteindre une puissance de 150 ch DIN mais Renault, ne fabriquant pas de transmissions assez robustes pour absorber une telle puissance utilise, comme sur le 180-94, une transmission fabriquée par SAME.
Ce tracteur est fabriqué en 325 exemplaires jusqu'en 1998.

## Caractéristiques
Le tracteur est équipé d'un moteur Diesel MWM, fournisseur habituel de la marque, à 6 cylindres en ligne d'une cylindrée totale de 6 234 cm3 (alésage de 105 mm pour une course de 120 mm) à injection directe et à culasses séparées . Ce moteur est le même que celui qui équipe les Renault 110-54 et Renault 133-14, mais les réglages diffèrent et ici le moteur est suralimenté par un turbocompresseur lui conférant une puissance maximale de 150 ch DIN.
La boîte de vitesses d'origine SAME comporte neuf rapports, trois gammes et un inverseur ; les changements de vitesse peuvent s'effectuer sans utiliser l'embrayage. Cette combinaison offre donc 27 rapports dans les deux sens de marche. En France, la neuvième vitesse n'est toutefois pas accessible par conformité avec la réglementation : la vitesse du tracteur est limitée à 31 km/h contre 38 km/h pour d'autres pays.
Plusieurs fonctions sont gérées électroniquement, le relevage — ceci permet de commander le relevage depuis l'extérieur du tracteur grâce à des boutons placés sur les ailes arrière — et une aide à la conduite économique de série, un radar en option. Ce recours massif à l'électronique embarquée, dont le vieillissement pose de réels problèmes de fiabilité, fait que le 160-94 est peu recherché sur le marché de l'occasion.
Contrairement à d'autres modèles de la gamme qui offrent plusieurs niveaux de finition et de confort de la cabine, le 160-94 n'est disponible qu'en version TZ, modèle de haut de gamme avec une cabine dite « hydrostable » disposant de l'ensemble des options.